# Ibagué
Ibagué – miasto w środkowej Kolumbii, w Kordylierze Środkowej (Andy Północne). Położone jest na wysokości około 1300 metrów. Według spisu ludności z 30 czerwca 2018 roku miasto liczyło 492 554 mieszkańców. 
Miasto zostało założone w 1550 roku. Jest jednym z największych ośrodków przemysłowych Kolumbii. W Ibagué dominuje przemysł spożywczy, maszynowy, chemiczny oraz materiałów budowlanych. Miasto jest ośrodkiem handlowym regionu rolniczego. Funkcjonuje tu port lotniczy oraz dwa uniwersytety (założone w 1945 i 1954 roku). 

## Urodzeni w Ibagué
- Leandro Campaz, piłkarz[3]
- Alberto Santofimio, polityk i przestępca[4]

## Współpraca
Miasto Ibagué ma międzynarodowe umowy o współpracy z takimi miastami jak: 
- Barquisimeto, Wenezuela
- Chengdu, Chiny
- Guanajuato, Meksyk
- Lomas de Zamora, Argentyna
- Vitoria, Hiszpania